# 유귀국
유귀국(流鬼國)은 7세기경 오늘날의 사할린섬 남부에 존재했던 국가이다. 신당서에 당나라에 조공했다는 기록이 있다. 중국인과의 의사소통을 위해 통역을 세 차례 거쳐야 할 정도로 고유한 언어가 있었으며, 날랜 군사가 1만여 명 있었다 한다. 그러나 이후 조공 기록이 더 이상 없어서 그 뒤로 어찌 되었는지 알 수 없다.

## 같이 보기
- 오호츠크 문화